# إنزال دياب
إنزال دياب أو عملية جوبيلي (بالإنجليزية: 

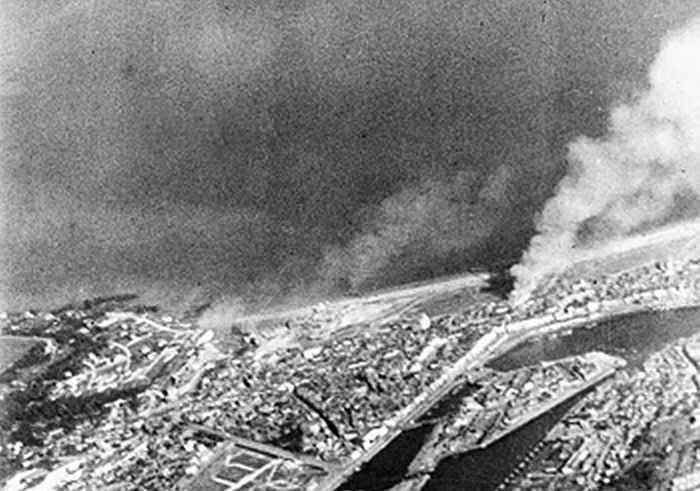
صورة جوية لمدينة دياب يوم الهجوم عليها في 19 اوت 1942

Operation Jubilee)‏ هو محاولة فاشلة للحلفاء لإنزال قوات في فرنسا المحتلة في 19 أغسطس 1942 في شواطئ دياب في شمال فرنسا. خسرت فيها القوات الكندية ربع العدد المهاجم في العملية. كان على القادة توقيف العملية مباشرة بعد الإبرار ولكنهم واصلوا المحاولة
ففي صبيحة 19 اوت 1942 توجه أسطول من 250 سفينة من كل الأحجام إلى الشواطئ الفرنسية في المانش وعلى متنها حوالي 8000 جندي مات منهم حوالي 2000 جندي. كان يدعم الأسطول 75 طائرة مهاجمة ومقنبلة. تم إنزال الجنود تحت نيران العدو وتمكن بعضهم من بلوغ المدينة كما تم إنزال 29 دبابة ولكن لم تتمكن من دخول المدينة. واجه الألمان الحلفاء مواجهة عنيفة وكبدوهم خسائر بشرية ومادية معتبرة. وفي الساعة الحادية عشر أعلن قادة العملية أمر الإخلاء تحت حماية مدافع البحرية وهجومات الطيران البريطاني والكندي الذي تأثر كتيرا من المدفعية المضادة للطيران وقد تمكن بعض جنود الحلفاء من عبور الشاطئ وبلوغ سفن الإخلاء وسط النيران والحطام.

## ألبوم صور

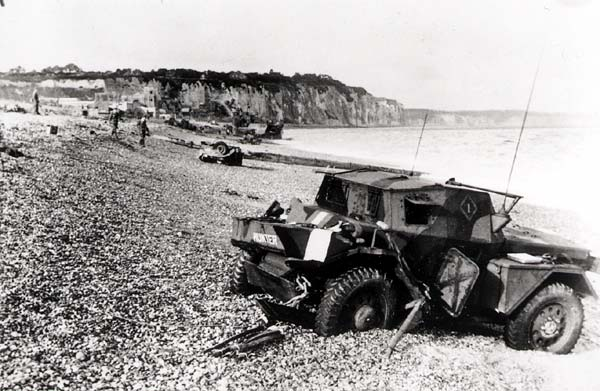
بقايا العربات الكندية على شاطئ الصوان في دياب بعد فشل الانزال
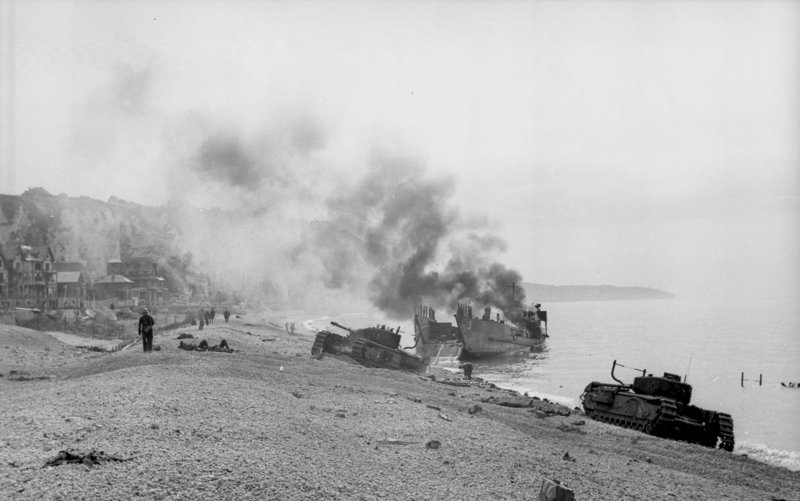
سفينة إبرار على شاطئ دياب بعد فشل الهجوم
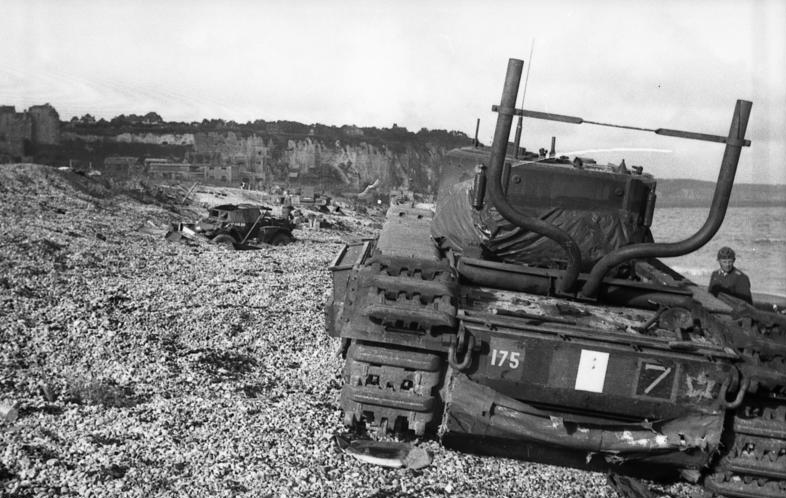
دبابة تشرتشل كندية الصنع مهملة على شاطئ دياب بعد فشل الهجوم
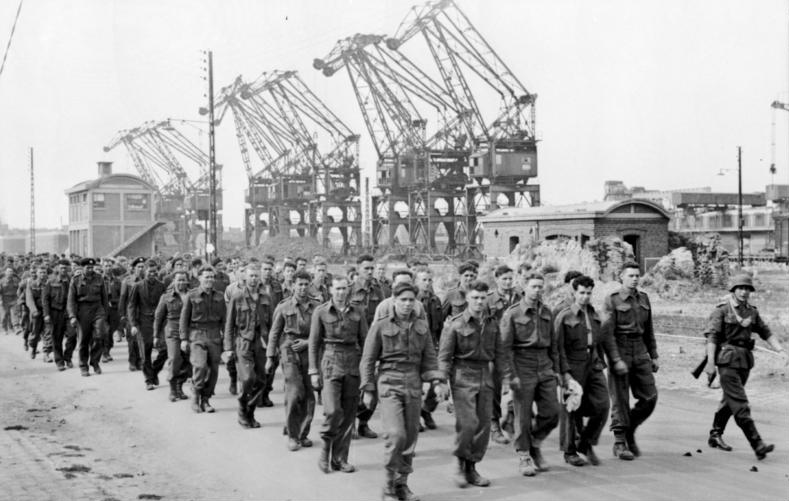
جنود الحلفاء في طريقهم إلى الأسر بعد فشل الهجوم على دياب في اوت 1942